# Scatman Crothers
Scatman Crothers, pseudonimo di Benjamin Sherman Crothers (Terre Haute, 23 maggio 1910 – Los Angeles, 22 novembre 1986), è stato un attore e cantante statunitense.

## Biografia
Scatman Crothers è soprattutto noto per il ruolo del cuoco Dick Hallorann con la luccicanza nel film Shining di Stanley Kubrick, tratto dal romanzo omonimo di Stephen King. Nel corso del film, secondo quanto ha riferito Leon Vitali, assistente personale di Kubrick, l'attore ebbe problemi nel recitare la parte in cui spiega al piccolo Danny cos’è la luccicanza e gli dice di non avvicinarsi mai alla stanza 237. L’assistente alla regia suggerì di mandarlo a casa, ma Kubrick si oppose sostenendo che questa decisione avrebbe sgretolato il morale e continuò a girare per tutto il giorno, sfiorando i 150 ciak. Alla fine di quella lunga giornata Scatman riuscì nel suo compito ed era "felice come fosse stato Laurence Olivier."
Il suo soprannome deriva dal suo modo di cantare in stile scat. Fu anche la voce originale di Scat-Cat ne Gli Aristogatti. Nel 1984 entra nel cast di Transformers (G1) fornendo la voce dell'Autobot Jazz.
Morì il 22 novembre 1986 per una polmonite, aggravata da un tumore all'esofago che lo aveva colpito un anno prima. Crothers è sepolto nel Forest Lawn Cemetery.

## Filmografia parziale

### Cinema
- Walking My Baby Back Home, regia di Lloyd Bacon (1953)
- Incontriamoci alla fiera (Meet Me at the Fair), regia di Douglas Sirk (1953)
- Ad est di Sumatra (East of Sumatra), regia di Budd Boetticher (1953)
- Porgy and Bess, regia di Otto Preminger (1959)
- Desiderio nel sole (The Sins of Rachel Cade), regia di Gordon Douglas (1961)
- Jerry 8¾ (The Patsy), regia di Jerry Lewis (1964) - Cameo
- Un giorno di terrore (Lady in a cage), regia di Walter Grauman (1964)
- Il clan dei Barker (Bloody Mama), regia di Roger Corman (1970)
- Gli Aristogatti (The Aristocats), regia di Wolfgang Reitherman (1970) - Voce
- La signora del blues (Lady Sings the Blues), regia di Sidney J. Furie (1972)
- Il re dei giardini di Marvin (The King of Marvin Gardens), regia di Bob Rafelson (1972)
- Un duro al servizio della polizia (Slaughter's Big Rip-Off), regia di Gordon Douglas (1973)
- Johnny lo svelto (Black Belt Jones), regia di Robert Clouse (1974)
- È tempo di uccidere detective Treck (Truck Turner), regia di Jonathan Kaplan (1974)
- Qualcuno volò sul nido del cuculo (One Flew Over the Cuckoo's Nest), regia di Miloš Forman (1975)
- Due uomini e una dote (The Fortune), regia di Mike Nichols (1975)
- Linda Lovelace for President, regia di Claudio Guzmán e Arthur Marks (1975)
- Coonskin, regia di Ralph Bakshi (1975)
- Il gigante della strada (Stay Hungry), regia di Bob Rafelson (1976)
- Il pistolero (The Shootist), regia di Don Siegel (1976)
- Wagons-lits con omicidi (Silver Streak), regia di Arthur Hiller (1976)
- A proposito di omicidi... (The Cheap Detective), regia di Robert Moore (1978)
- Scavenger Hunt, regia di Michael Schultz (1979)
- Shining (The Shining), regia di Stanley Kubrick (1980)
- Bronco Billy, regia di Clint Eastwood (1980)
- Occhi nella notte (Deadly Eyes), regia di Robert Clouse (1982)
- Ai confini della realtà (Twilight Zone: the Movie), regia di Steven Spielberg (1983)
- Due come noi (Two of a Kind), regia di John Herzfeld (1983)
- Il viaggio di Natty Gann (The Journey of Natty Gann), regia di Jeremy Kagan (1985)
- Transformers - The Movie, regia di Nelson Shin (1986)

### Televisione
- Tarzan and the Trappers, regia di Charles F. Haas e Sandy Howard – film TV (1958)
- Alfred Hitchcock presenta (Alfred Hitchcock Presents) – serie TV, 1 episodio (1958)
- Bourbon Street Beat – serie TV, episodio 1x02 (1959)
- Bonanza – serie TV, episodio 3x01 (1961)
- Dragnet – serie TV, 1 episodio (1967)
- Kojak – serie TV, 1 episodio (1973)
- Mannix – serie TV, 1 episodio (1974)
- Sanford and Son – serie TV, 1 episodio (1975)
- Radici (Roots) – miniserie TV (1977)
- L'incredibile Hulk (The Incredible Hulk) – serie TV, episodio 3x05 (1979)
- Laverne & Shirley – serie TV, 2 episodi (1980)
- Magnum, P.I. – serie TV, 1 episodio (1981)
- Un ragazzo come noi (One of the Boys) – serie TV, 13 episodi (1982)
- Transformers (G1) (The Transformers) – voce di Autobot Jazz (1984–1986)

## Doppiatori italiani
Nelle versioni in italiano delle opere in cui ha recitato, Scatman Crothers è stato doppiato da:
- Mario Milita in Qualcuno volò sul nido del cuculo, Wagons-lits con omicidi, Radici
- Sergio Fiorentini in Il re dei giardin di Marvin, Il pistolero
- Marcello Tusco in Shining[2], Ai confini della realtà
- Glauco Onorato in Un giorno di terrore
- Vittorio Di Prima in Il clan dei Barker
- Gianni Musy in Bronco Billy
- Riccardo Garrone in Occhi nella notte
- Paolo Buglioni in Due come noi

Da doppiatore è sostituito da:
- Corrado Gaipa in Gli Aristogatti
- Sergio Gibello in La furia di Hong Kong
- Antonio Paiola in Coonskin (doppiaggio tardivo)
- Massimiliano Alto in Transformers - The Movie (ridoppiaggio, 1ª voce)
- Vittorio Guerrieri in Transformers - The Movie (ridoppiaggio, 2ª voce)